# 22003 Startek
22003 Startek este un asteroid din centura principală de asteroizi.

## Descriere
22003 Startek este un asteroid din centura principală de asteroizi. A fost descoperit pe 7 decembrie 1999 la Socorro, New Mexico, în cadrul proiectului LINEAR. Asteroidul prezintă o orbită caracterizată de o semiaxă mare de 2,93 ua, o excentricitate de 0,06 și o înclinație de 1,5° în raport cu ecliptica.